# Tini: el gran cambio de Violetta
Tini: el gran cambio de Violetta es una película juvenil dramática argentina, continuación de la serie original de Disney Channel Violetta, a modo de largometraje, que pretende ser el adiós definitivo de la serie y sus personajes, además del comienzo de la nueva etapa de Tini como ella misma como cantante. Es dirigida por Juan Pablo Buscarini y fue estrenada el 10 de junio de 2016. Está protagonizada por Tini, Jorge Blanco y Adrián Salzedo, cuenta con la participación especial de Mercedes Lambre, María Clara Alonso, Diego Ramos, Ángela Molina y la participación antagónica de Sofia Carson.[cita requerida]

## Rodaje
El rodaje de la película fue realizado mayormente en Taormina, Mesina, Sicilia (Italia). También se rodaron algunas escenas en España y Argentina. Dirigida por Juan Pablo Buscarini de El inventor de juegos y El ratón Pérez.

## Sinopsis
Violetta Castillo (Tini) regresa del último tour internacional y recibe noticias impactantes. Ella se encuentra en una encrucijada y comienza a cuestionar a todo aquello que alguna vez conoció. Mientras intenta encontrar su voz interior y seguir su propio camino, acepta una invitación inesperada para emprender un viaje al otro lado del mundo en busca de respuestas. En un verano eterno en una hermosa ciudad costera de Italia repleta de creatividad, Violetta se embarca en una aventura de autodescubrimiento personal que le provoca un despertar artístico, musical y personal. 
Con esto, Violetta dejará de ser la misma y con la ayuda de una misteriosa mujer, se convertiría en Tini.

## Reparto
Participaron del filme los siguientes intérpretes:
- Tini como Violetta Castillo/Tini.
- Diego Ramos como Germán Castillo.
- Jorge Blanco como León Vargas.
- Mercedes Lambre como Ludmila Ferro.
- María Clara Alonso como Angie Carrará.
- Sofia Carson como Melanie Sánchez.
- Vale Burberry como Marco Juárez.
- Ángela Molina como Isabella Juárez.
- Adrián Salzedo como Caio Sánchez.
- Ridder van Kooten como Raúl Jiménez.
- Leonardo Cecchi como Saúl Paulo.
- Georgina Amorós como Eloisa Martínez.
- Pasquale Di Nuzzo como Stefano Mario.
- Francisco Viciana como Roko Benjamin.
- Beatrice Arnera como Miranda Morris.

## Banda sonora
El álbum "TINI (Martina Stoessel)", debut solista de la cantante y protagonista del filme, Tini; tiene dos partes, en la segunda se encuentran nueve canciones que forman parte de la banda sonora de la película. El sencillo de la película es "Siempre Brillarás", cuya versión en inglés es "Born to Shine". El CD se estima que vendió más de 3.000.000 de copias, ganando doble disco de oro.

### Lista de canciones
| CD 1  |                          |                                                                                                 |          |  |
| N.º   | Título                   | Escritor(es)                                                                                    | Duración |  |
| 1.    | «All You Gotta Do»       | Haley Reinhart, Justin Johnson, Candy Shields & James Wong                                      | 3:22     |  |
| 2.    | «Great Escape»           | Marcus Lomax, Stefan Johnson, Jennifer Decilveo, Wensday S, Jordan K. Johnson & Oliver Peterhof | 4:07     |  |
| 3.    | «Still Standing»         | Lindy Robbins, Jason Evigan & Maureen "Mozella" McDonald                                        | 3:20     |  |
| 4.    | «Got Me Started»         | Evigan, Noonie Bao & Daniel Traynor                                                             | 3:31     |  |
| 5.    | «My Stupid Heart»        | Billy Steinberg, Evigan & Josh Alexander                                                        | 3:38     |  |
| 6.    | «Don't Cry for Me»       | Evigan, Ross Golan, Ammar Malik & Kevin Snevely                                                 | 4:02     |  |
| 7.    | «Finders Keepers»        | Anne Preven, Wong & Michael Joseph Green                                                        | 3:12     |  |
| 8.    | «Handwritten»            | Shelly Peiken, Julia Michaels & David Gamson                                                    | 3:55     |  |
| 9.    | «Sólo dime tu»           | Reinhart, Justin Johnson, Shields & Wong                                                        | 3:22     |  |
| 10.   | «Sigo adelante»          | Robbins, Evigan & McDonald                                                                      | 3:20     |  |
| 11.   | «Si tu te vas»           | Steinberg, Evigan & Josh Alexander                                                              | 3:38     |  |
| 12.   | «Lo que tu alma escribe» | Peiken, Michaels & Gamson                                                                       | 3:55     |  |
| 43:22 |                          |                                                                                                 |          |  |

| CD 2  |                                                    |                                                                     |          |  |
| N.º   | Título                                             | Escritor(es)                                                        | Duración |  |
| 1.    | «Siempre Brillarás»                                | Chris DeStefano, James T. Slater & Jessi Alexander                  | 3:00     |  |
| 2.    | «Se escapa tu amor»                                | Richey McCourt, Nick Jarl, Christoffer Lauridsen & Lina Hansson     | 3:40     |  |
| 3.    | «Yo te amo a ti» (Martina Stoessel & Jorge Blanco) | Shane Stevens, Thomas Brown, Travis Sayles & Victoria Monet McCants | 3:39     |  |
| 4.    | «Confía en mí»                                     | Daniel James, Leah Haywood & Golan                                  | 2:28     |  |
| 5.    | «Born To Shine»                                    | DeStefano, Slater & Jessi Alexander                                 | 3:00     |  |
| 6.    | «I Want You» (Martina Stoessel & Jorge Blanco)     | Stevens, Brown, Sayles & McCants                                    | 3:39     |  |
| 7.    | «Light Your Heart» (Jorge Blanco)                  | Jess Cates, Jordan Mohilowski & Dan Ostebo                          | 3:33     |  |
| 8.    | «Losing the Love»                                  | McCourt, Jarl, Lauridsen & Hansson                                  | 3:41     |  |
| 9.    | «Siempre brillarás» (acoustic version)             | DeStefano, Slater & Jessi Alexander                                 | 1:34     |  |
| 28:14 |                                                    |                                                                     |          |  |

| Edición española |                                                    |                                      |          |  |
| N.º              | Título                                             | Escritor(es)                         | Duración |  |
| 1.               | «Sólo dime tu»                                     | Reinhart Justin Johnson Shields Wong | 3:22     |  |
| 2.               | «Sigo adelante»                                    | Robbins Evigan McDonald              | 3:20     |  |
| 3.               | «Si tú te vas»                                     | Steinberg Evigan Josh Alexander      | 3:38     |  |
| 4.               | «Lo que tu alma escribe»                           | Peiken Michaels Gamson               | 3:55     |  |
| 5.               | «Siempre Brillarás»                                | DeStefano Slater Jessi Alexander     | 3:00     |  |
| 6.               | «Se escapa tu amor»                                | McCourt Jarl Lauridsen Hansson       | 3:40     |  |
| 7.               | «Yo te amo a ti» (Martina Stoessel & Jorge Blanco) | Stevens Brown Sayles McCants         | 3:39     |  |
| 8.               | «Confía en mí»                                     | James Haywood Golan                  | 2:28     |  |
| 9.               | «Siempre Brillarás» (versión acústica)             | DeStefano Slater Jessi Alexander     | 1:34     |  |
| 10.              | «Siempre Brillarás» (versión español/inglés)       | DeStefano Slater Jessi Alexander     | 3:00     |  |
| 31:36            |                                                    |                                      |          |  |

| Edición deluxe |                                                      |                                                                    |          |  |
| N.º            | Título                                               | Escritor(es)                                                       | Duración |  |
| 1.             | «All You Gotta Do»                                   | Reinhart Justin Johnson Candy Shields James Wong                   | 3:22     |  |
| 2.             | «Great Escape»                                       | Lomax Stefan Johnson Decilveo Wensday S Jordan K. Johnson Peterhof | 4:07     |  |
| 3.             | «Still Standing»                                     | Robbins Evigan McDonald                                            | 3:20     |  |
| 4.             | «Got Me Started»                                     | Evigan Bao Traynor                                                 | 3:31     |  |
| 5.             | «My Stupid Heart»                                    | Steinberg Evigan Josh Alexander                                    | 3:38     |  |
| 6.             | «Don't Cry for Me»                                   | Evigan Golan Malik Snevely                                         | 4:02     |  |
| 7.             | «Finders Keepers»                                    | Preven Wong Green                                                  | 3:12     |  |
| 8.             | «Handwritten»                                        | Peiken Michaels Gamson                                             | 3:55     |  |
| 9.             | «Sólo dime tú»                                       | Reinhart Justin Johnson Shields Wong                               | 3:22     |  |
| 10.            | «Sigo adelante»                                      | Robbins Evigan McDonald                                            | 3:20     |  |
| 11.            | «Si tú te vas»                                       | Steinberg Evigan Josh Alexander                                    | 3:38     |  |
| 12.            | «Lo que tu alma escribe»                             | Peiken Michaels Gamson                                             | 3:55     |  |
| 13.            | «Yo Me Escaparé»                                     | Lomax Stefan Johnson Decilveo Wensday S Jordan K. Johnson Peterhof | 4:07     |  |
| 14.            | «Ya no hay nadie que nos pare» (con Sebastián Yatra) | Evigan Bao Traynor                                                 | 3:31     |  |
| 51:00          |                                                      |                                                                    |          |  |

## Estrenos
| Fechas de estreno (Fuente: IMDb) |              |                |
| Año                              | País         | Fecha          |
| 2016                             | Francia      | 4 de mayo      |
| 2016                             | Bélgica      | 4 de mayo      |
| 2016                             | Países Bajos | 5 de mayo      |
| 2016                             | Portugal     | 5 de mayo      |
| 2016                             | España       | 6 de mayo      |
| 2016                             | Italia       | 12 de mayo     |
| 2016                             | Paraguay     | 27 de mayo     |
| 2016                             | Argentina    | 2 de junio     |
| 2016                             | México       | 2 de junio     |
| 2016                             | Colombia     | 2 de junio     |
| 2016                             | Chile        | 2 de junio     |
| 2016                             | Costa Rica   | 2 de junio     |
| 2016                             | Honduras     | 2 de junio     |
| 2016                             | Nicaragua    | 2 de junio     |
| 2016                             | Panamá       | 2 de junio     |
| 2016                             | Perú         | 2 de junio     |
| 2016                             | El Salvador  | 2 de junio     |
| 2016                             | Uruguay      | 2 de junio     |
| 2016                             | Ecuador      | 3 de junio     |
| 2016                             | Brasil       | 16 de junio    |
| 2016                             | Polonia      | 1 de julio     |
| 2016                             | Venezuela    | 10 de junio    |
| 2016                             | Alemania     | 3 de noviembre |
| 2016                             | Suiza        | 3 de noviembre |